# Lotus aduncus
Lotus aduncus là một loài thực vật có hoa trong họ Đậu. Loài này được (Griseb.) Nyman miêu tả khoa học đầu tiên.